# Культура Вільнев-Сен-Жермен
Культура (група) Вільнев-Сен-Жермен, (фр. Groupe de Villeneuve-Saint-Germain) , в археологічній літературі нерідко скорочено позначається VSG — археологічна культура, або, точніше, культурна група епохи раннього неоліту у Франції. 
Нащадок культури кардіальної кераміки. 
У Паризькому басейні близько 5000 до Р. Х. витіснила вторженців — носіїв західної лінійно-стрічкової кераміки
.
Займала північ Франції, зокрема Бретань і Паризький басейн, та сягала території сучасної західної Бельгії, де її називають 
«блікійською культурою» (Blicquien). Існувала на межі 6-5 тис. до Р. Х. (5100-4700 рр. до Р. Х.),

після чого її змінила культура Серні
Є найдавнішою європейською фазою будівництва мегалітів.  
Виявлено та описано в 1970-х рр. в ході рятувальної експедиції (у долині Уази планувалося прокласти канал) під керівництвом Б. Судського, з ініціативи якого виник довгостроковий проект з вивчення культури із застосуванням математичних та комп'ютерних методів.
Названа на честь комуни Вільнев-Сен-Жермен у департаменті Ен. 
Пам'ятки культури виявлено у багатьох комунах Франції.
Бик Обево — зооморфна посудина групи Вільнев-Сен-Жермен.

## Літаратура
- Rose-Marie Arbogast: Les faunes du groupe de Villeneuve-Saint-Germain de la vallée de l’Oise et leur contexte en Bassin Parisien. In: Bulletin de la Société préhistorique française. Band 92, Nr. 3, 1995, S. 322–331, doi:10.3406/bspf.1995.10033.
- Anne Hauzeur, Paul-Louis van Berg: Südliche Einflüsse in der Blicquy – Villeneuve-Saint-Germain Kultur. In: Jens Lüning, Christiane Frirdich, Andreas Zimmermann (Hrsg.): Die Bandkeramik im 21. Jahrhundert. Symposium in der Abtei Brauweiler bei Köln vom 16.9.–19.9.2002 (= Internationale Archäologie. Arbeitsgemeinschaft, Symposium, Tagung, Kongress. 7). Leidorf, Rahden/Westfalen 2005, ISBN 3-89646-437-X, S. 147–177.
- Frédéric Prodéo: La céramique du site Villeneuve-Saint-Germain de Longueil-Sainte-Marie „La Butte de Rhuis III“ (Oise). In: Marc Durand (Hrsg.): 19ème Colloque Interrégional Néolithique. Amiens 1992 (= Revue archéologiques de Picardie. No spécial. 9, ISSN 1272-6117). Amiens 1995, S. 41–61, doi:10.3406/pica.1995.1830.